# George Taylor (sportjournalist)
George Taylor was een Nederlandse sportjournalist. 
Als sportverslaggever werkte Taylor voor de Verenigde Noordhollandse Dagbladen in Alkmaar. Nadat hij als sportjournalist meermalen over de kunstĳsbaan van Alkmaar had geschreven werd hij enkele jaren directeur van de ijsbaan. Na enkele jaren keerde hij terug in de sportjournalistiek.
Op 17 augustus 1979 begon Taylor als chef van Telesport, de sportrubriek van dagblad De Telegraaf. Als verslaggever had hij belangstelling voor de draf- en rensport
Ook zijn zoon Charles Taylor zou later sportjournalist worden bij De Telegraaf.

## Erkenning
In 1967 won Taylor de Prijs voor de Dagbladjournalistiek. Het was de bekroning voor zijn verslag van de schaatskampioenschappen in Deventer. Zijn verslagen waren ook opgenomen in de Provinciale Zeeuwse Courant. De prijs werd uitgereikt door oud-journalist en hoofdredacteur dr. P.J. Poets, tevens wethouder van Amsterdam.